# 2491 Тваштрі
2491 Тва́штрі (2491 Tvashtri) — астероїд головного поясу, відкритий 15 лютого 1977 року.
Тіссеранів параметр щодо Юпітера — 3,876.
Назва на честь ведичного божества Тваштрі.